# Brookside (Alabama)
Brookside – miasto w Stanach Zjednoczonych, w stanie Alabama, w hrabstwie Jefferson. W roku 2023 miasto zamieszkiwało 1200 osób, a gęstość zaludnienia wynosiła 77,4 osoby/km².